# バルカンブルガリア航空13便ハイジャック事件
バルカン・ブルガリア航空013便ハイジャック事件（バルカン・ブルガリアアこうくう013びんはいじゃっくじけん）とは、1983年3月7日に発生したハイジャックである。
4人の犯人は、オーストリアに向かうことを要求した。

## 航空機
航空機はアントノフAn-24で、製造番号は77303301であり、機体番号はLZ-ANDだった。この航空機は1968年に初飛行した。

## 事件の概要
バルカン半島のバルカン・ブルガリア航空An-24が、現地時間18:00にソフィアからヴァルナへの定期便で離陸した直後にハイジャックされた。17歳から22歳までの4人がナイフを取り出し、乗客乗員40人を人質に取った。
彼らは乗客たちに、武装や妨害を試みた場合、飛行機を攻撃すると脅した。
犯人らは客室乗務員を脅迫し、飛行機をウィーンに迂回させるよう要求した。
パイロットは、犯人の要求に応えずヴァルナへと向かい航空機を着陸させた。
1名の犯人を除き、乗員乗客が生還した。